# Платински метали
Платински метали су група прелазних метала коју чине: рутенијум, родијум, паладијум, осмијум, иридијум и платина. Сви ови елементи се налазе у d-блоку, у 5. и 6. периоди, непосредно испред сребра и злата. Деле се на лаке (Ru, Rh, Pd; ρ≈12gcm−3) и тешке платинске метале (Os, Ir, Pt; ρ≈22gcm−3).

## Налажење

### Платина
Платина се може јавити у слободном стању или у различитим минералима и рудама. Најчешће се налази у облику платина-арсенида (PtAs2) или платина-сулфида (PtS). Велика налазишта платине су у Русији, Канади, САД, Јужноафричкој Републици и Зимбабвеу.

### Осмијум
Осмијум се највише налази у руди осморидијум, која је мешавина осмијума и иридијума. Такође се налази у слободом стању у речним токовима богатим платином у Русији, Северној и Јужној Америци.

### Иридијум
Руде иридијума су осморидијум и иридосмин, обе мешавине са осмијумом. У слободном стању се налази са осталим платинским металима у алувијалним равнима.

### Рутенијум
Рутенијум се налази у рудама са осталим металима ове групе у Русији, Северној и Јужној Америци.

### Родијум
Индустријско добијање родијума је веома тешко, због тога што се он налази помешан са осталим металима као што су паладијум, злато и сребро. Највеће количине се налазе у Јужноафричкој Републици, Русији, Северној и Јужној Америци. Међутим, годишња светска производња овог метала износи само између 7 и 8 тона, због малог броја рудних налазишта.

### Паладијум
Паладијум се углавном налази у сулфидним рудама као што је пирохотит. Паладијум се налази у слободном стању или у легури са платином у Русији, Аустралији, Етиопији, Северној и Јужној Америци.

## Својства
Платински метали имају сличне физичке и хемијске особине. Поседују велику отпорност на деловање већине хемијских средстава. Отпорни су на воду, хабање и губитак сјаја што их чини (поготово платину) погодним за израду накита. Имају одличне високо-температурне карактеристике и стабилна електрична својства. Имају позитивне вредности стандардног електродног потенцијала. Врло су инертни; не растварају се у већини растварача. У азотној киселини раствара се паладијум, а у царској води паладијум и платина. Учествују у грађењу многих комплексних једињења, стварајући координатне спојеве са угљен-моноксидом и другим π-везујућим лигандима. Постоји велики број комплекса у којима је водоников атом директно везан за платински метал. Упркос доброј отпорности и високој тачки топљења, њихова примена као техничких метала је ограничена због мале распрострањености и тешкоћама приликом издвајања.

## Примене
Највећу примену има платина као најдоступнија. Користи се у јувелирству и електротехници (платинске електроде). Платина, њене легуре и иридијум се користе као материјал за израду реактора за раст монокристала, нарочито оксида. Најважнија примена платине, као и паладијума, иридијума, осмијума, родијума, рутенијума јесте у хемијској индустрији као катализатори. Користе се за производњу азотне киселине, водоник-сулфида, амонијака и као и за катализовање великог броја реакција у органској хемији (разне хидрогенизације - паладаијум и други елементи апсорбују велике количине водоника у спрашеном стању).